# Four Seasons of Love
| Професионални рејтинг         | Професионални рејтинг |
| Резултати                     | Резултати             |
| Извор                         | Рејтинг               |
| ----------------------------- | --------------------- |
| AllMusic                      | [ 3 ]                 |
| The Rolling Stone Album Guide | [ 5 ]                 |

Four Seasons of Love је четврти студијски албум америчке диско певачице Доне Самер, објављен 1976. године за издавачку кућу Casablanca Records. Пластинка је достигла максималну 29. позицију на америчкој топ-листи Billboard 200 и добила је златни статус у САД.

## Списак пјесама
Аутор(и) свих текстова и песама: Ђорђо Мородер и Пит Белот. 
| №  | Назив         | Трајање |  |
| 1. | Spring Affair | 8:29    |  |
| 2. | Summer Fever  | 8:06    |  |

| №  | Назив          | Трајање |  |
| 3. | Autumn Changes | 5:28    |  |
| 4. | Winter Melody  | 6:33    |  |
| 5. | Spring Reprise | 3:51    |  |

## Позиције на листама
| Листа (1976—1977)                  | Највиша позиција |
| ---------------------------------- | ---------------- |
| Аргентина (CAPIF)                  | 6                |
| Канада (RPM)                       | 16               |
| Данска (Danmarks Radio)            | 20               |
| Финска (Suomen virallinen lista)   | 22               |
| Немачка (Offizielle Top 100)       | 31               |
| Италија (Musica e dischi)          | 1                |
| Португалија (Musica & Som)         | 7                |
| Шпанија (AFE)                      | 6                |
| Шведска (Sverigetopplistan)        | 40               |
| САД (Billboard 200)                | 29               |
| САД рнб/хип хоп албуми (Billboard) | 13               |